# سهل أباد سروش (شورآب)
سهل أباد سروش (بالفارسية: سهل‌آباد سروش) هي قرية تقع في إيران في قسم شورآب الريفي. يقدر عدد سكانها بـ 147 نسمة .